# Présidence luxembourgeoise du Conseil de l'Union européenne en 2015
Présidence lettone du Conseil de l'Union européenne en 2015 Présidence néerlandaise du Conseil de l'Union européenne en 2016
La présidence luxembourgeoise du Conseil de l'Union européenne en 2015 est la douzième présidence du Conseil de l'Union européenne assurée par le Luxembourg.
Elle fait suite à la présidence lettone du Conseil de l'Union européenne à partir du 1er janvier 2015 et précède la présidence néerlandaise du Conseil de l'Union européenne à partir du 1er janvier 2016.

## Programme

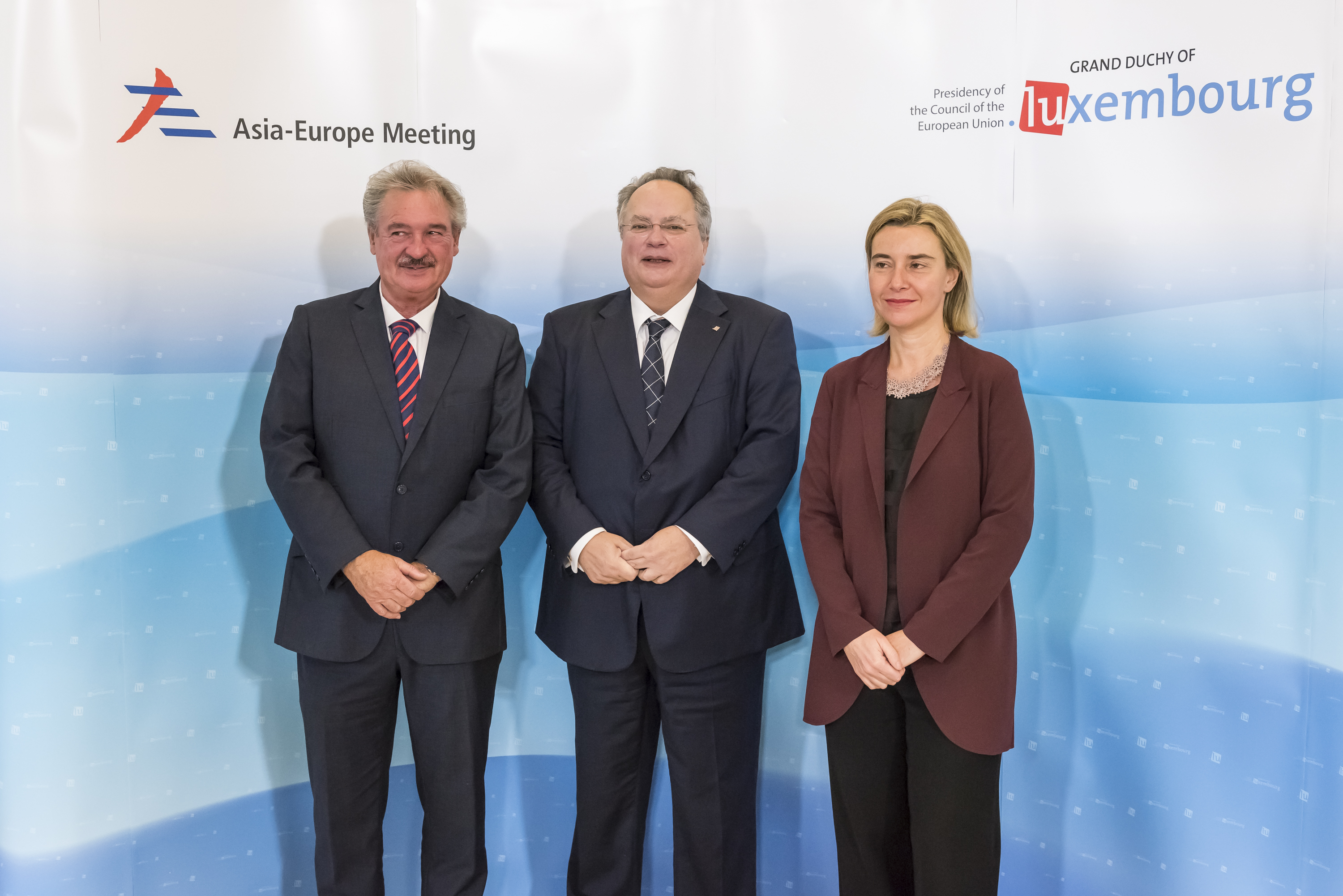
Jean Asselborn, Níkos Kotziás et Federica Mogherini en réunion à Luxembourg concernant le dialogue Asie-Europe.

La présidence luxembourgeoise va travailler en collaboration avec les instances européennes sur « les dix priorités de la commission Juncker ainsi que sur le programme de travail de cette dernière ». La crise de la dette publique grecque, les débats sur le retrait du Royaume-Uni de l'Union européenne, la crise ukrainienne, le terrorisme international, le réchauffement climatique et le sommet de la COP21 et le problème de gestion des migrants seront au cœur des sujets d'actualités et de politique européenne et internationale auxquels le Premier ministre du pays, Xavier Bettel, et le gouvernement luxembourgeois devront répondre au nom de l'Europe.

## Sources

## Compléments